# 2000년 하계 올림픽 체조 남자 마루 운동
2000년 하계 올림픽 체조 남자 마루 운동 경기는 2000년 9월 17일부터 9월 24일까지 오스트레일리아 시드니에서 열렸다.

## 경기 결과

### 결선
| 순위 | 선수명                    | 점수  |
| ---- | ------------------------- | ----- |
|      | 이고르스 비흐로우스 (LAT) | 9.812 |
|      | 알렉세이 네모프 (RUS)     | 9.800 |
|      | 요르단 요브체프 (BUL)     | 9.787 |
| 4    | 양웨이 (CHN)              | 9.750 |
| 5    | 리샤오펑 (CHN)            | 9.737 |
| 6    | 마리안 드러굴레스쿠 (ROU) | 9.712 |
| 7    | 모건 햄 (USA)             | 9.262 |
| 8    | 예브게니 포드고르니 (RUS) | 8.550 |